# Så mycket bättre (säsong 15)
Den femtonde säsongen av Så mycket bättre sänds på TV4 under hösten 2024.
Nytt inför denna säsong är att programmet flyttas från sin traditionella sändningstid på lördagskvällarna. Istället kommer avsnitten släppas på TV4 Play på fredagar och därefter sändas linjärt på söndagar.
Det så kallade "hyllningsavsnittet" kommer tillbaka för första gången sedan säsong nio. Povel Ramels låtkatalog kommer tolkas i säsongens femte avsnitt, i vilket hans barn Lotta och Mikael Ramel agerar huvudpersoner under middagen.

## Medverkande
Värdtrion som medverkar i samtliga avsnitt denna säsong är Dregen, Louise Lennartsson och Simon Superti. De övriga deltagande artisterna är Alba August, Andreas Lundstedt, Peo Thyrén, Seinabo Sey, Arja Saijonmaa, Per Persson, Kerstin Ljungström och Sophie Zelmani. Detta är det lägsta antalet deltagare sedan programmets upplägg förändrades inför jubileumssäsongen 2020.

### Medverkande per program
| Artister           | Avsnitt 1 | Avsnitt 2 | Avsnitt 3 | Avsnitt 4 | Avsnitt 5 | Avsnitt 6 | Avsnitt 7 | Avsnitt 8 |
| ------------------ | --------- | --------- | --------- | --------- | --------- | --------- | --------- | --------- |
| Dregen             | 8 av 8    | 8 av 8    | 8 av 8    | 8 av 8    | 8 av 8    | 8 av 8    | 8 av 8    | 8 av 8    |
| Louise Lennartsson | 8 av 8    | 8 av 8    | 8 av 8    | 8 av 8    | 8 av 8    | 8 av 8    | 8 av 8    | 8 av 8    |
| Simon Superti      | 8 av 8    | 8 av 8    | 8 av 8    | 8 av 8    | 8 av 8    | 8 av 8    | 8 av 8    | 8 av 8    |
| Arja Saijonmaa     | 5 av 8    | 5 av 8    | 5 av 8    | 5 av 8    | 5 av 8    |           |           |           |
| Peo Thyrén         | 4 av 8    | 4 av 8    | 4 av 8    | 4 av 8    |           |           |           |           |
| Seinabo Sey        | 4 av 8    | 4 av 8    | 4 av 8    | 4 av 8    |           |           |           |           |
| Sophie Zelmani     | 3 av 8    | 3 av 8    | 3 av 8    |           |           |           |           |           |
| Alba August        |           |           | 5 av 8    | 5 av 8    | 5 av 8    | 5 av 8    | 5 av 8    |           |
| Kerstin Ljungström |           |           |           | 5 av 8    | 5 av 8    | 5 av 8    | 5 av 8    | 5 av 8    |
| Andreas Lundstedt  |           |           |           |           | 4 av 8    | 4 av 8    | 4 av 8    | 4 av 8    |
| Per Persson        |           |           |           |           |           | 3 av 8    | 3 av 8    | 3 av 8    |

## Avsnitt

### Avsnitt 1
- Dregen – "En sång om frihet" (Arja Saijonmaas låt, originalet "O kaimos" av Mikis Theodorakis)[3]
- Louise Lennartsson – "Världen är inte vacker (men det är vi)" (svensk version av Sophie Zelmanis låt "The World Ain't Pretty")[4]
- Sophie Zelmani – "Wasted Years" (Dregens låt)[5]
- Seinabo Sey – "I natt é hela staden vår" (Peo Thyréns låt)[6]
- Simon Superti – "Svårt att förlåta" (svensk version av Seinabo Seys låt "Hard Time")[7]
- Arja Saijonmaa – "Vi börjar om igen" (Simon Supertis låt "Joel Hjälte")[8]

Peo Thyrén medverkade i avsnittet men framförde ingen tolkning.

### Avsnitt 2
- Peo Thyrén – "Vad dom än trodde så trodde dom fel" (Arja Saijonmaas låt "Vad du än trodde så trodde du fel")[9]
- Sophie Zelmani – "No More Us" (engelsk version av Louise Lennartssons "Aldrig mer vara du")[10]
- Louise Lennartsson – "Jag borde gå"  (svensk version av Seinabo Seys och Vargas & Lagolas låt "Shores")[11]
- Arja Saijonmaa med Petri Somer och Mikko Helenius – "What Went Wrong" (Dregens och Titiyos låt "Flat Tyre on a Muddy Road")[12]
- Dregen feat. Etta Zelmani – "Bara du" (delvis översatt version av Sophie Zelmanis låt "Always You")[13]
- Seinabo Sey – "Samma saga" (Simon Supertis låt)[14]

Simon Superti medverkade i avsnittet men framförde ingen tolkning.

### Avsnitt 3
- Peo Thyrén – "Faller" (svensk version av Alba Augusts låt "Honey")[15]
- Simon Superti – "Tusen gånger om" (Louise Lennartsons och Newkids låt)[16]
- Sophie Zelmani – "Will You Run Away With Me" (engelsk version av Peo Thyréns låt "Vi rymmer bara du och jag")[17]
- Alba August – "Du lever bara en gång" (Peo Thyréns låt)[18]
- Seinabo Sey – "Going Home" (Sophie Zelmanis låt)[19]
- Dregen – "Marching To This Drum" (Seinabo Seys låt "You")[20]

Louise Lennartsson och Arja Saijonmaa medverkade i avsnittet men framförde inga tolkningar.

### Avsnitt 4
- Arja Saijonmaa – "Du och jag" (Kerstin Ljungströms låt)[21]
- Peo Thyrén – "Vårt år" (Louise Lennartssons och Tjuvjakts låt)[22]
- Alba August – "Younger" (Seinabo Seys låt)[23]
- Seinabo Sey – "Jag vill tacka livet" (Arja Saijonmaas låt, originalet "Gracias a la vida" av Violeta Parra)[24]
- Louise Lennartsson – "Efter efterfesten" (svensk version av Alba Augusts låt "Summer of 99")[25]
- Kerstin Ljungström – "En kväll i tunnelbanan" (Peo Thyréns låt)[26]

Dregen och Simon Superti medverkade i avsnittet men framförde inga tolkningar.

### Avsnitt 5
- Andreas Lundstedt – "Högt över havet" (Arja Saijonmaas låt)[27]
- Alba August – "Så vill jag älska dig" (Arja Saijonmaas låt, originalet "Caruso" av Lucio Dalla)[28]
- Dregen – "66 ex" (Kerstin Ljungströms låt "Ex")[29]

Avsnittets andra halva var en hyllning till Povel Ramels liv och karriär där endast hans låtar tolkades. Innan middagen framfördes ett medley av gruppen Povels Naturbarn (bestående av Lotta och Mikael Ramel samt Backa Hans Eriksson). Efter framträdandet stannade båda syskonen Ramel kvar och agerade huvudpersoner under resten av avsnittet. Kalle Lind medverkade också i avsnittet och gav en kortat guidad visning av ett pop-up museum tillägnat Ramel.
- Louise Lennartsson – "Underbart är kort" (Povel Ramels låt)[30]
- Arja Saijonmaa – "Blås på det onda" (Povel Ramels låt, med text av Beppe Wolgers)[31]
- Simon Superti – "Vi ska klara av det" (Povel Ramels låt "Vi ska klara av 'et", ursprungligen framförd av Martin Ljung)[32]

Kerstin Ljungström medverkade i avsnittet men framförde ingen tolkning.

### Avsnitt 6
- Per Persson – "Mars Venus" (Dregens låt "Minus Celsius")[33]
- Simon Superti – "De e icke lyckligt lottade (Driver dagg faller regn)" (Andreas Lundstedts låt "Driver dagg faller regn")[34]
- Kerstin Ljungström – "Bortom månen och Mars" (Per Perssons låt)[35]
- Andreas Lundstedt – "Gråter tillsammans över varandra" (Louise Lennartssons låt)[36]
- Louise Lennartsson – "Duktig flicka" (Simon Supertis låt "Demoner")[37]
- Alba August – "Ikväll tar vi över stan" (Per Perssons låt)[38]

Dregen medverkade i avsnittet men framförde ingen tolkning.

### Avsnitt 7
- Simon Superti – "Då är det inte jag" (Per Perssons låt)[39]
- Dregen – "Milano" (Simon Supertis låt "Oslo")[40]
- Kerstin Ljungström – "Ljus" (svensk version av Alba Augusts låt "Lights")[41]
- Per Persson – "Vägen utan namn" (Andreas Lundstedts låt "Not a Sinner nor a Saint")[42]
- Louise Lennartsson – "Stanna här" (Andreas Lundstedts låt "Stay the Night")[43]
- Alcazar – "Just Like That (I Like It)" (Dregens låt "Just Like That")[44]

Alba August deltog i avsnittet men framförde ingen tolkning. Avsnittets andra halva fokuserade enbart på Andreas Lundstedts grupp Alcazar, där originaluppsättningens övriga medlemmar Tess Merkel och Annikafiore även gästade.

## Listplaceringar
| Artist             | Låt            | Topp-placering | Topp-placering | Topp-placering    |
| Artist             | Låt            | DigiListan     | Svensktoppen   | Sverigetopplistan |
| ------------------ | -------------- | -------------- | -------------- | ----------------- |
| Louise Lennartsson | "Jag borde gå" | —              | —              | 72                |